# Żakinada bolońska (1888)

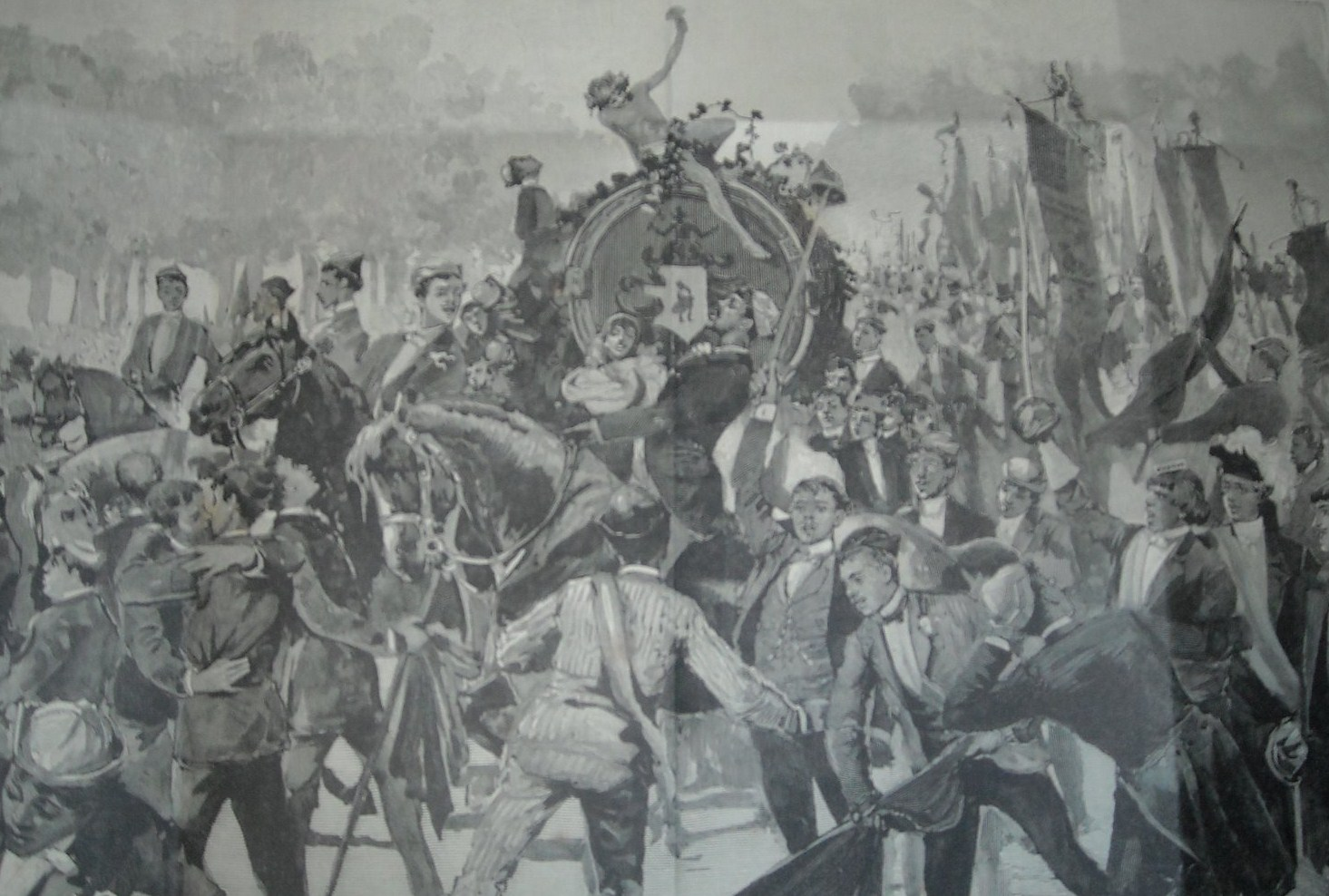
Beczka z piemonckim winem, prezent od studentów z Turynu dla studentów z Bolonii, 1888

Żakinada bolońska (1888) – święto studentów towarzyszące obchodom osiemsetnej rocznicy założenia Uniwersytetu Bolońskiego. Obchody te rozpoczęły się 12 czerwca 1888 roku.
W roku 1888 z inicjatywy Giosuè Carducciego, poety i przyszłego noblisty, zorganizowano w Bolonii cykl zabaw i uroczystości, które miały upamiętnić założenie najstarszej uczelni zachodniej Europy. Obchody osiemsetnej rocznicy powstania bolońskiego uniwersytetu, gdzie Carducci wykładał historię literatury włoskiej, nazwano oficjalnie Krajowym i Międzynarodowym Zjazdem Studentów Uniwersyteckich (Congresso Nazionale ed Internazionale degli Studenti Universitari). Kulminacyjnym punktem uroczystości było wygłoszenie przez Carducciego oracji Lo studio di Bologna (Nauka w Bolonii) owacyjnie przyjętej przez zebranych, wśród których znaleźli się król Humbert I, królowa Małgorzata oraz setki naukowców i delegatów z całego świata. Benedetto Croce nazwał to przemówienie „pełną rozmachu i niezwykle harmonijną odą barbarzyńską”.
Zabawy uliczne w czasie żakinady bolońskiej, orszaki profesorów i studentów w strojach uniwersyteckich, występy komediantów, przedstawienia muzyczne, maskarady nawiązujące do bachanaliów i okresu średniowiecza oraz pokazy fajerwerków były szeroko opisywane przez prasę europejską.